# Sharon Robinson (científica)
Sharon Anita Robinson (Londres, 1961) es una profesora e investigadora antártica conocida por su trabajo sobre el cambio climático y las plantas briófitas antárticas. Es una reconocida científica, académica y divulgadora científica. Actualmente trabaja en la Universidad de Wollongong de Australia.

## Vida personal y educación
El Dr. Robinson nació en Londres pero vivió en Cornualles desde los 6 hasta los 19 años. Asistió a Helston Community College en West Cornwall y Budehaven Community School en la costa norte de Cornwall. Regresó a Londres para estudiar Genética y Botánica en el University College London donde se graduó en 1983. Luego trabajó durante dos años en la política estudiantil, primero en la UCL como funcionaria sabática y presidenta del sindicato (UCLU) preocupada por la educación y el bienestar de los estudiantes, y luego como funcionaria ejecutiva de la Unión Nacional de Estudiantes .[cita requerida]
En 1986 completó un Certificado de Posgrado en Educación Científica en King's College London y enseñó ciencias en Hampstead School de Londres durante un año. Luego regresó a UCL en 1987 para comenzar un doctorado con el profesor George Stewart, "Metabolismo del nitrógeno en cultivos de células de zanahoria", que completó en 1990. Después de graduarse, ocupó cargos posdoctorales en la Universidad de Duke en EE. UU. (1991) y en la Facultad de Ciencias Biológicas de la Universidad Nacional de Australia, Canberra entre 1992 a 1995.[cita requerida]

## Carrera e investigación
El Dr. Robinson fue nombrada profesora inaugural de fisiología vegetal en la Universidad de Wollongong en 1996 y se convirtió en profesor titular en 2016. Es ecofisióloga de plantas y bióloga del cambio climático. Su investigación examina cómo las plantas responden al cambio climático con un enfoque de sistemas integrados utilizando técnicas moleculares y ecológicas. A lo largo de su carrera, ha sido pionera en técnicas novedosas para investigar los procesos metabólicos in vivo y tiene experiencia sobre el metabolismo del nitrógeno vegetal, la respiración, la fotosíntesis y los mecanismos fotoprotectores (tanto para la radiación tanto visible como la ultravioleta (UV)). Uno de los aspectos más destacados de su carrera inicial fue la demostración del papel de la enzima glutamato deshidrogenasa en la movilización de nitrógeno. Parte de su trabajo de mayor impacto ha sido el desarrollo de métodos de espectrometría de masas en línea para medir las vías que contribuyen a la respiración de las plantas, lo que ha permitido la evaluación de la termorregulación y la fisiología del estrés de las plantas.
La Dra. Robinson estableció el primer seguimiento a largo plazo de la vegetación antártica en el año 2000. Sus hallazgos desde entonces han demostrado que se están produciendo cambios en estas comunidades de plantas a un ritmo sin precedentes, incluidos cambios de especies en las comunidades terrestres de la Antártida oriental y el deterioro de la salud de las plantas debido al cambio climático. La investigación proporciona algunas de las primeras pruebas de que el cambio climático y el agotamiento del ozono están afectando a las comunidades terrestres de la Antártida oriental.
Además, ha sido pionero en el uso de análisis de isótopos y otros marcadores químicos para comprender cómo sobreviven los musgos antárticos y cómo el cambio climático está afectando a las plantas antárticas. A través de su investigación utilizando técnicas de radiocarbono, ha podido datar musgos antárticos, proporcionando registros de crecimiento a largo plazo que demuestran que estos son "musgos de lento crecimiento".
En su investigación, utiliza vehículos aéreos no tripulados (UAV) para medir la productividad del dosel utilizando técnicas espectroscópicas y de fluorescencia de clorofila. Ha desarrollado tecnologías de detección casi remota para evaluar y rastrear la salud de las plantas en la Antártida y en otros lugares.
El Dr. Robinson es miembro del Panel de Evaluación de Efectos Ambientales del Programa de las Naciones Unidas sirvió en el Colegio de Expertos del Consejo de Investigación de Australia y es editora de la revista Global Change Biology y de Conservation Physiology. Ha escrito varios artículos para el público, ha tenido exhibiciones fotográficas de sus expediciones antárticas, también produjo un video premiado en YouTube para promover la ciencia, y ha sido charlista en el evento TEDx. Ha visitado el continente antártico y las islas más de 12 veces y su investigación ha aparecido en los sitios UOW 40 years of Research, UOW Women of Impact y ABC y BBC Science. En 2012 fue oradora invitada en el Simposio Mawson de la Academia Australiana de Ciencias en el Shine Dome en Canberra.
Es la Directora Ejecutiva del Programa de Desafíos Globales de la Universidad de Wollongong y líder del Desafío de las Zonas Marinas y Costeras en la misma casa de estudios. Es subdirectora de implementación científica y líder del nodo UOW del programa "Asegurar el futuro ambiental de la Antártida", una iniciativa especial de investigación sobre la excelencia en la ciencia antártica del Consejo de Investigación de Australia, con un valor de $ 36 millones durante los años 2020 a 2026. La Dra. Robinson es facilitadora científica del proyecto Homeward Bound, un programa de liderazgo para mujeres en STEMM (Ciencia, Tecnología, Ingeniería, Matemáticas y Medicina); dentro de esta organización fue miembro de la facultad en las expediciones HB3 (2018-2019) y HB5 (2020-2021).

## Premios y honores
La Dra. Robinson ha recibido varios premios a lo largo de su carrera. Más recientemente, recibió el premio al Investigador del Año del Vicecanciller de la UOW en 2019 y en 2018 recibió el premio Vicecanciller al "Logro Sobresaliente del  en Asociación de Investigación e Impacto". Al comienzo de su carrera investigadora, la Sociedad Linneana de Londres le otorgó el Premio Irene Manton, al Mejor Doctorado en Botánica del Reino Unido en 1991.
También ha sido galardonada con premios a la docencia. La Sociedad Australiana de Científicos de Plantas otorgó a la Dr. Robinson su Premio a la Enseñanza en 2002. También ha recibido premios por sus videos educativos, incluido el 1er premio Clorotubo Concurso 3 (YouTube In the Heat of the Night ) 2010, y segundo lugar en el Concurso 1 (YouTube The Science of Cool) 2009.
En 2021 fue preseleccionada para el Premio Eureka en la categoría Liderazgo en Innovación y Ciencia.

## Publicaciones

### Publicaciones científicas
Nota: Esta es una lista de los trabajos científicos más citados de la investigadora; para revisar el listado completo revise el perfil del investigador en Google Scholar.
- Pecl, Gretta T.; Araújo, Miguel B.; Bell, Johann D.; Blanchard, Julia; Bonebrake, Timothy C.; Chen, I-Ching; Clark, Timothy D.; Colwell, Robert K. et al. (31 de marzo de 2017). «Biodiversity redistribution under climate change: Impacts on ecosystems and human well-being». Science (en inglés) 355 (6332): eaai9214. ISSN 0036-8075. doi:10.1126/science.aai9214. Consultado el 9 de enero de 2022.
- Lea, Peter J.; Robinson, Sharon A.; Stewart, George R. (1990). «The enzymology and metabolism of glutamine, glutamate, and asparagine». The Biochemistry of Plants 16: 121-159.
- Robinson, S. A.; Slade, A. P.; Fox, G. G.; Phillips, R.; Ratcliffe, R. G.; Stewart, G. R. (1991). «The role of glutamate dehydrogenase in plant nitrogen metabolism». Plant Physiology 95 (2): 509-516. PMC 1077561. PMID 16668014. doi:10.1104/pp.95.2.509.
- Ballaré, C. L.; Caldwell, M. M.; Flint, S. D.; Robinson, S. A.; Bornman, J. F. (2011). «Effects of solar ultraviolet radiation on terrestrial ecosystems. Patterns, mechanisms, and interactions with climate change». Photochemical & Photobiological Sciences 10 (2): 226-241. PMID 21253661. doi:10.1039/c0pp90035d.
- Russell, A. W.; Critchley, C.; Robinson, S. A.; Franklin, L. A.; Seaton, G. G.; Chow, W. S.; Osmond, C. B. (1995). «Photosystem II regulation and dynamics of the chloroplast D1 protein in Arabidopsis leaves during photosynthesis and photoinhibition». Plant Physiology 107 (3): 943-952. PMC 157211. PMID 12228414. doi:10.1104/pp.107.3.943.
- Ribas-Carbo, Miquel; Berry, Joseph A.; Yakir, Dan; Giles, Larry; Robinson, Sharon A.; Lennon, Adrian M.; Siedow, James N. (1995). «Electron partitioning between the cytochrome and alternative pathways in plant mitochondria». Plant Physiology 109 (3): 829-837. PMC 161383. PMID 12228636. doi:10.1104/pp.109.3.829.
- Robinson, Sharon A.; Stewart, George R.; Phillips, Richard (1992). «Regulation of glutamate dehydrogenase activity in relation to carbon limitation and protein catabolism in carrot cell suspension cultures». Plant Physiology 98 (3): 1190-1195. PMC 1080326. PMID 16668745. doi:10.1104/pp.98.3.1190.
- Robinson, S. A.; Yakir, D.; Ribas-Carbo, M.; Giles, L.; Osmond, C. B.; Siedow, J. N.; Berry, J. A. (1992). «Measurements of the engagement of cyanide-resistant respiration in the Crassulacean acid metabolism plant Kalanchoe daigremontiana with the use of on-line oxygen isotope discrimination». Plant Physiology 100 (3): 1087-1091. PMC 1075750. PMID 16653089. doi:10.1104/pp.100.3.1087.